# 스가 와사부로
스가 와사부로(일본어: 菅和三郎, 1917년 혹은 1918년 ~ 2010년 6월 28일)는 일본의 농업인, 정치인으로 아키타현 오가치정 의회 의원(4선)을 지냈다. 제99대 내각총리대신 스가 요시히데의 부친이다.

## 설명
구 아키타 중학교, 와세다 대학을 졸업했다. 제2차 세계 대전 말기 당시 남만주철도주식회사 만철조사부 직원이었고 만주국에서 항복을 맞이했다.
고향인 아키노미야촌으로 돌아온 이후 농업에 종사하였으며 고향산 딸기를 브랜드화하는데 성공했다.

## 경력
- 남만주철도주식회사 만철조사부 직원
- 아키노미야촌, 유자와시 딸기생산출하조합 조합장
- 오가치정 의회 의원(4선)